# 韓国馬事会馬事博物館
韓国馬事会馬事博物館 (朝鮮語: 말박물관) は韓国果川市に存在する競馬博物館である。ソウルオリンピックの馬術競技開催に向け1988年9月13日に建設され、現在では老若男女問わず5万人を超える来場者が毎年訪れている。123平方メートルの敷地の中には約1,500個ほどの展示物が存在している。2008年には韓国競馬100周年を記念した特別展示も行われ、2009年には馬に関連した絵画や彫刻、写真などの現代芸術作品が公開された。

## 参考資料
1. ↑  『Korea Now』コリア・ヘラルド、2000年、45頁。2012年12月24日閲覧。